# MTV Fürth
Der MTV Fürth a. V. 1892 (1979 bis 1997 hieß der Verein MTV Grundig Fürth) ist ein reiner Breitensportverein mit derzeit rund 1.100 Mitgliedern in den Sportabteilungen Aikidō, Fitness und Kraftsport, Fußball, Handball, Ju-Jutsu, Kegeln, Kickboxen und Taekwondo, Sambo und Turnen. Der Sportverein setzt auf die Nachwuchsarbeit. 63 % der Mitglieder sind jünger als 20 Jahre.

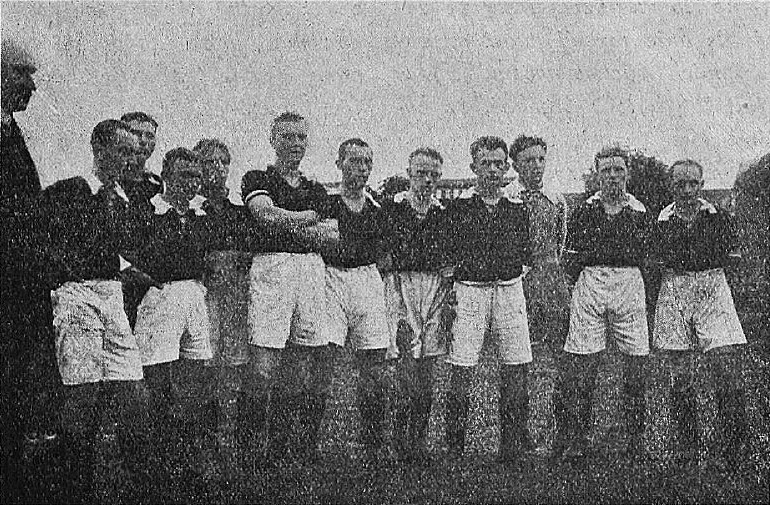
Die Mannschaft von MTV Fürth zu Gast in Polen (1924)

## Gründung
Gegründet wurde der Verein am 10. April 1892. Die damaligen Gründungsmitglieder waren G. Roth, K. Hübner, G. Hager, J. Hager und A. Hofmann. In der 119. ordentlichen Mitgliederhauptversammlung am 30. April 2010 wurde mit überwältigender Mehrheit beschlossen, mit dem Turn Verein Stadeln e. V. 1950 zu fusionieren. Der neue Vereinsname lautet MTV Stadeln e. V.

## Handball
Der größte Erfolg des MTV Stadeln war bisher neben der nordbayerischen Landesliga-Vizemeisterschaft (Frauen) der damit verbundene Aufstieg in die viertklassige Handball-Bayernliga. Die MTV Handballer nehmen derzeit mit 3 Herrenmannschaften, zwei Damenteams und sechs Nachwuchsmannschaften am Spielbetrieb des Bayerischen Handballverbandes (BHV) teil. Das erste Damenteam spielt 2022/23 in der Handball-Bayernliga und die erste Herrenmannschaft in der mittelfränkischen Bezirksoberliga. Der MTV-S trägt seine Heimspiele in der Sporthalle Stadeln aus.

### Erfolge
| Frauen - Deutscher Vizemeister 1923 (Feldhandball) - Nordbayerischer Meister (4. Liga) 2024 - Aufstieg in die Bayernliga (4. Liga) 2018 - Nordbayerischer Landesliga-Vizemeister 2018 - Aufstieg in die Nordbayerische Landesliga 2008, 2017 - Mittelfränkischer Meister 2008, 2017 Männer - Aufstieg in die Nordbayerische Landesliga 2019, 2023 - Mittelfränkischer Meister 2019, 2023 |

## Sportgelände
Das 24.000 m² große Sportgelände an der Kapellenstrasse („Schiessanger“) bestand aus einer Groß-Sporthalle (MTV-Grundig-Sporthalle), 2 Fußball-Spielfeldern, 7 Bundeskegelbahnen, großes Fitnessstudio (220 m²), Dōjō für Kampfsportarten, Bistro und Sauna, Konferenzraum, Vereins-Gaststätte und -Nebenzimmer.
Die 2016 abgerissene MTV-Grundig-Sporthalle (erbaut 1966 von Architekt Robert Portzky) wurde neben Sportwettkämpfen auch für kommerzielle Veranstaltungen genutzt. Berühmte Politiker, u. a. Willy Brandt, Franz Josef Strauß sowie unzählige Musikgruppen, wie Uriah Heep, Deep Purple, UFO, Golden Earring u. v. m. waren in ihr zu Gast.
Die Sporthalle wich dem neuen Standort der Berufsfeuerwehr Fürth.
Dafür ist die neue städtische Julius-Hirsch-Sporthalle am Fürther Schießanger entstanden. Die im Jahre 2000 versprochene Bestandssicherung des MTV kann aus Sparzwängen von der Kommune nicht eingehalten werden. So wurde die neue Sporthalle ohne Kegelbahnen und Fitnessstudio gebaut. Nach Problemen mit der Dachkonstruktion wird die Fertigstellung 2017 erwartet.
Das Sportgelände selbst ist seit Juli 2000 im Eigentum der Stadt Fürth und liegt im Zentrum der Stadt, zwischen den Flüssen Rednitz und Pegnitz, genau dort, wo sich die beiden Flüsse zur Regnitz vereinen.

## Partnerschaft
Der MTV Fürth a. V. 1892 unterhält eine aktive Vereinspartnerschaft mit dem französischen Sportverein A.S.P.T.T. Limoges (87).

## Besondere Ereignisse
- 1920: Mit Hans Lohneis wird ein Verteidiger des MTV Fürth in die deutsche Fußballnationalmannschaft berufen. Er kam beim Länderspiel in Wien gegen Österreich (2:3) zum Einsatz.
- 1925 und 1926: Deutscher Fußballmeister der Deutschen Turnerschaft -
- 1975/76: Teilnahme in der 1. Hauptrunde des DFB-Pokals: MTV Fürth/Bayern – MSV Duisburg (2:10)
- 1977: Gewichtheben: Karl-Heinz Radschinsky (MTV) wird Deutscher Meister im Leichtgewicht und Jamis Moschos (MTV) wird Deutscher Juniorenmeister im Bantamgewicht -
- 1978–1982: Teilnehmer in der Gewichtheber – Bundesliga
- 1979: Gewichtheben: Karl-Heinz Radschinsky (MTV) wird mit Deutschem Rekord zum 2. Male Deutscher Meister im Leichtgewicht -
- 2003: Spielgemeinschaft der MTV-Handballer mit Handballern des TV Stadeln: tritt unter MTV Stadeln an. Dadurch einer der größten Handballvereine (21 Teams im Spielbetrieb) in Bayern.
- 2005: Ursula Felsch, Deutsche Meisterin im Mehrkampf (Deutsches Turnfest Berlin)
- 2007: Fußballjunioren wieder in allen Altersklassen in den Punkterunden des BFV vertreten
- 2008: 1. Handball-Herrenmannschaft des MTV Stadeln (Spielgemeinschaft MTV Fürth – TV Stadeln) steigt als Meister der Bezirksoberliga in die Landesliga auf
- 2008: Die Fußballmannschaft „Keßler“ im MTV Fürth feiert ihr 60-jähriges Jubiläum und dürfte damit eine der ältesten bestehenden Fußball-Privatmannschaften Deutschlands sein.
- 2010: In der 119. ordentlichen Mitgliederhauptversammlung am 30. April 2010 wurde mit überwältigender Mehrheit beschlossen, mit dem Turn Verein Stadeln e. V. 1950 zu fusionieren. Der neue Vereinsname lautet MTV Stadeln e. V.